# Kostel Jména Panny Marie (Novi Sad)
Kostel Jména Panny Marie (srbsky v cyrilici Црква имена Маријиног, v latince Crkva imena Marijinog) je římskokatolický kostel v srbském městě Nový Sad, na Náměstí svobody, v centru města.
První kostel byl postaven v roce 1848, nicméně během revolučního roku 1848, kdy se jihouherští Srbové vzbouřili proti vládě v Budapešti[zdroj?] strádal při bombardování města. Odstraněn byl nakonec v roce 1893. Dnešní kostel byl navržen architektem Georgem Molnar na konci 19. století a dokončen v roce 1894. Jeho věž je vysoká 72 metrů.
V roce 1904 poškodil kostel požár. Následně byla zcela obnovena střecha budovy.
Kostel administrativně spadá pod subotickou diecézi.